# 11132 Horne
Horne (asteróide 11132) é um asteróide da cintura principal, a 2,7706167 UA. Possui uma excentricidade de 0,1172799 e um período orbital de 2 031,08 dias (5,56 anos).
Horne tem uma velocidade orbital média de 16,81187 km/s e uma inclinação de 4,21039º.
Este asteróide foi descoberto em 17 de Novembro de 1996 por Dennis di Cicco.